# Серт, Ивана
Ивана Серт (имя при рождении Ивана Смилийкович, род. 25 октября 1979) — турецкая модель, телеведущая, писательница и актриса. Создательница брэнда «Ivana Sert», получила известность в качестве члена жюри ТВ-шоу «Bugün Ne Giysem?» (2010-13).

## Биография
Родилась 25 октября 1979 года. В детстве увлекалась игрой на пианино и балетом. В 1999 году она выиграла титул «Мисс Белград», затем принимала участие в конкурсах «Мисс Югославия» и «Мисс Globe International».
В 2002 году переехала в Турцию. В Стамбуле она познакомилась со своим будущим мужем Юрдалом, который приходится сыном торговцу недвижимостью Мехмету Серту. Ивана и Юрдал поженились в 2004 году, после этого они стали одними из ведущих фигур высшего общества Турции. 31 октября 2006 года в американском городе Лос-Анджелес Ивана Серт родила сына.
В 2011 году она принимала участие в передаче «Yok Böyle Dans» — турецкой версии шоу «Танцы со звёздами». На 12-й неделе по рекомендации врачей Ивана была вынуждена покинуть шоу.
В 2012 году она снялась в роли самой себя в 34-й серии сериала канала «Kanal D» «Yalan Dünya». Также она была соведущей телепрограммы «En Büyük Show», выходившей на «Show TV».
В 2012 году вышла написанная Серт книга «Bizimlesin». В книге даются советы в области моды, она иллюстрирована фотографиями Иваны.
В 2018 году она вошла в состав ещё одного ТВ-шоу. Владеет сербским, турецким и английским языками.

## Фильмография

### Кино и телевидение
| Год          | Название          | Роль          | Примечания |
| ------------ | ----------------- | ------------- | ---------- |
| 2011-13      | Bugün Ne Giysem?  | Член жюри     | ТВ-шоу     |
| 2011         | Yok Böyle Dans    | Камео         | ТВ-шоу     |
| 2012         | En Büyük Show     | Соведущая     | ТВ-шоу     |
| 2014         | Yapışık Kardeşler | Вахши Джазибе | Фильм      |
| 2014-present | İşte Benim Stilim | Член жюри     | ТВ-шоу     |

### Гостевое участие
| Год  | Название    | Роль  | Примечания           |
| ---- | ----------- | ----- | -------------------- |
| 2012 | Yalan Dünya | Камео | ТВ-сериал (1 эпизод) |